# Rédange
Rédange là một xã trong vùng Grand Est, thuộc tỉnh Moselle, quận Thionville-Ouest, tổng Fontoy. Tọa độ địa lý của xã là 49° 29' vĩ độ bắc, 05° 55' kinh độ đông. Rédange nằm trên độ cao trung bình là 380 mét trên mực nước biển, có điểm thấp nhất là 299 mét và điểm cao nhất là 425 mét. Xã có diện tích 5,5 km², dân số vào thời điểm 2005 là 853 người; mật độ dân số là 155,1 người/km².

## Thông tin nhân khẩu
| 1962 | 1968 | 1975 | 1982 | 1990 | 1999 |
| ---- | ---- | ---- | ---- | ---- | ---- |
| 878  | 1074 | 922  | 837  | 904  | 820  |